# Bad Essen
Bad Essen – uzdrowiskowa gmina samodzielna (niem. Einheitsgemeinde) w Niemczech, w kraju związkowym Dolna Saksonia, w powiecie Osnabrück. Gmina położona jest nad Kanałem Śródlądowym

## Dzielnice gminy
| - Bad Essen - Barkhausen - Brockhausen - Büscherheide - Dahlinghausen | - Eielstädt - Harpenfeld - Heithöfen - Hördinghausen - Hüsede | - Linne - Lintorf - Lockhausen - Rabber - Wehrendorf | - Wimmer - Wittlage |

## Współpraca
- Bolbec, Francja
- Wałcz, Polska